# Sivert Guttorm Bakken
Sivert Guttorm Bakken (Lillehammer, 18 luglio 1998) è un biatleta norvegese.

## Biografia
Sivert Guttorm Bakken, attivo dalla stagione 2015-2016, ai Mondiali juniores di Otepää 2018 ha vinto la medaglia d'argento nella staffetta e a quelli di Osrblie 2019 la medaglia di bronzo nella sprint e nell'inseguimento; in Coppa del Mondo ha esordito l'8 gennaio 2021 a Oberhof in sprint (24º) e ha conquistato la prima vittoria, nonché primo podio, il 4 dicembre dello stesso anno a Östersund in staffetta. In quella stessa stagione 2021-2022 ha ottenuto anche la prima vittoria individuale, il 20 marzo 2022 a Oslo Holmenkollen in partenza in linea, e ha conquistato la Coppa del Mondo di partenza in linea; non ha preso parte a rassegne olimpiche o mondiali.

## Palmarès

### Mondiali juniores
- 3 medaglie:
  - 1 argento (staffetta a Otepää 2018)
  - 2 bronzi (sprint, inseguimento a Osrblie 2019)

### Mondiali giovanili
- 2 medaglie:
  - 1 oro (staffetta a Brezno-Osrblie 2017)
  - 1 bronzo (sprint a Brezno-Osrblie 2017)

### Coppa del Mondo
- Miglior piazzamento in classifica generale: 9º nel 2022
- Vincitore della Coppa del Mondo di partenza in linea nel 2022
- 5 podi (2 individuali, 3 a squadre):
  - 4 vittorie (1 individuale, 3 a squadre)
  - 1 terzo posto (individuale)

#### Coppa del Mondo - vittorie
| Data            | Località          | Nazione   | Specialità                                                                      |
| --------------- | ----------------- | --------- | ------------------------------------------------------------------------------- |
| 4 dicembre 2021 | Östersund         | Svezia    | RL (con Tarjei Bø, Johannes Thingnes Bø e Vetle Sjåstad Christiansen)           |
| 4 marzo 2022    | Kontiolahti       | Finlandia | RL (con Filip Fjeld Andersen, Sturla Holm Lægreid e Vetle Sjåstad Christiansen) |
| 13 marzo 2022   | Otepää            | Estonia   | MX (con Vetle Sjåstad Christiansen, Tiril Eckhoff e Ingrid Landmark Tandrevold) |
| 20 marzo 2022   | Oslo Holmenkollen | Norvegia  | MS                                                                              |

Legenda:

RL = staffetta

MX = staffetta mista

MS = partenza in linea